# Papillidiopsis brongersmae
Papillidiopsis brongersmae là một loài Rêu trong họ Sematophyllaceae. Loài này được (Zanten) B.C. Tan, T.J. Kop. & D.H. Norris mô tả khoa học đầu tiên năm 2005.